# Necropoli de Le Castagne
La necropoli de Le Castagne è una necropoli sita nei pressi di Forca Caruso in provincia dell'Aquila.

## Descrizione
Nella necropoli, oggetto di tre campagne di scavi condotte dalla Sopraintendenza Archeologica per l'Abruzzo tra il 1983 e il 1992, ha datato alla luce, oltre 300 tombe a tumulo, risalenti all'età del Ferro, ma sono stati ritrovati anche alcuni reperti risalenti al Paleolitico.
Nelle tombe, oltre a resti umani, sono stati rinvenuti armi di bronzo, vasellame e ornamenti femminili.
La necropoli, che doveva servire il vicino nucleo abitato di Colle Cipolla (Castel di Ieri), attesta la presenza di insediamenti umani posti in posizione dominante rispetto alla Valle Subequana e all'importante valico di Forca Caruso.